# 대한민국 민법 제980조
대한민국 민법 제980조는 호주승계개시의 원인에 대한 민법 친족법 조문이었다. 호주제가 폐지됨에 따라 같이 삭제되었다.

## 조문
제980조 (호주승계개시의 원인) 호주승계는 다음 각호의 사유로 인하여 개시된다.
1. 호주가 사망하거나 국적을 상실한 때
2. 양자인 호주가 입양의 무효 또는 취소로 인하여 이적된 때
3. 여호주가 친가에 복적하거나 혼인으로 인하여 타가에 입적한 때
4. 삭제

## 같이 보기
- 호주제